# Chillingham-Rind

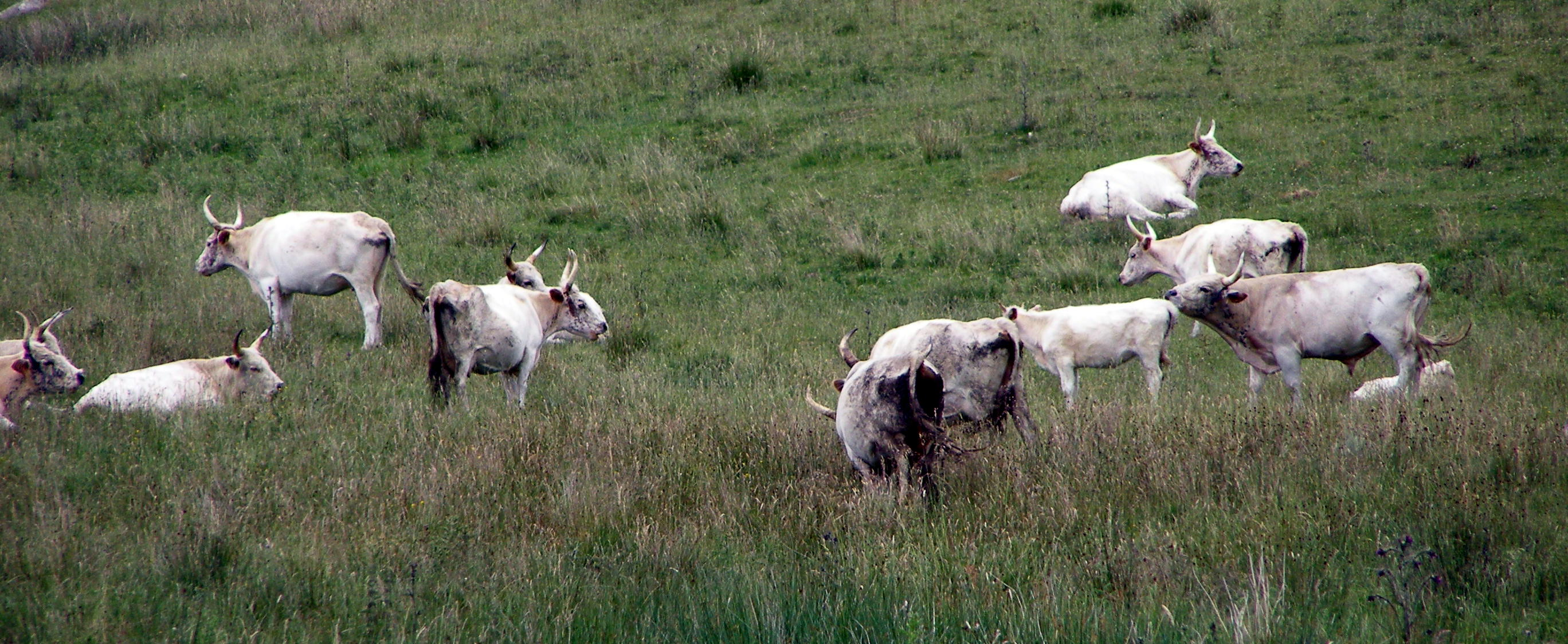
Chillingham-Herde

Das Chillingham-Rind ist eine seltene verwilderte Rinderrasse, von der nur noch zwei Herden existieren. Die größere der beiden Herden lebt wild bei Chillingham Castle in der nordenglischen Grafschaft Northumberland.
Diese Herde zählte 2006 62 Tiere und lebt in einem großen Waldgebiet, das in dieser Form seit dem Mittelalter existiert. Seitdem gab es angeblich auch kein frisches Blut mehr von außen; seit etwa 1700 ist die totale genetische Isolation der Herde dokumentiert. Es ist bemerkenswert, dass die Herde überhaupt überlebt hat, da sie extremer Inzucht ausgesetzt war. Ihr Überleben ist dabei am ehesten durch Purging erklärbar.
Die Rasse wird von dem britischen Rare Breeds Survival Trust als hochgradig gefährdet eingestuft.

## Beschreibung des Northumberland-Habitats

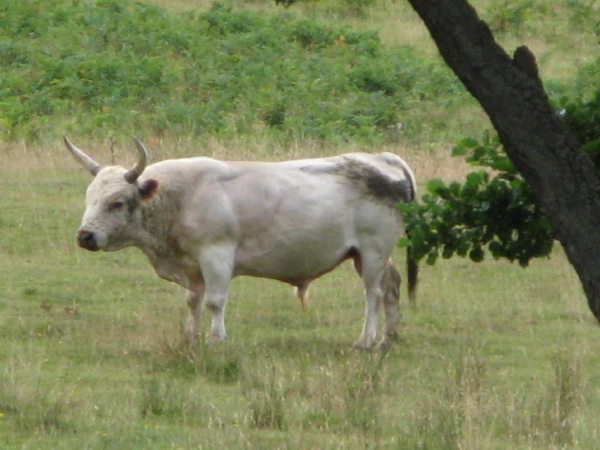
Chillingham-Bulle

Das charakteristischste Merkmal des historischen Habitats bei Chillingham ist die große Menge uralter Eichen, die eine kleine Ahnung aufkommen lassen, wie im Mittelalter ganz Britannien ausgesehen haben muss. Eine große Vielfalt von Gefäßpflanzen und Insekten finden hier einen Lebensraum, der durch die extensive Beweidung ursprünglich geblieben ist.
In den 1760er-Jahren fügte Charles Bennet, der 5. Graf von Tankerville, eine große Anzahl Buchen und Eichen im Rahmen einer großen Landschaftsplanung hinzu. Mitte des 19. Jahrhunderts wurden weitere Baumarten eingeführt, darunter ein Riesenmammutbaum und eine der ersten Sitka-Fichten im Vereinigten Königreich. Die niederen Bereiche sind mit einem Dickicht von Erlen bedeckt, das sich seit dem Mittelalter kaum verändert hat.
Das Naturschutzgebiet beherbergt auch viele andere Arten wie das Eurasische Eichhörnchen, Rotfuchs und Dachs, aber auch Reh und Damhirsch. Die beiden Hirscharten werden oft beobachtet, während die Füchse und Dachse von Natur aus scheuer sind. In dem Gebiet kommen etwa 55 Vogelarten vor, darunter Mäusebussard, Grünspecht und Kleiber. Bei letzterem stellt das Areal das nördlichste Vorkommen der Art im Vereinigten Königreich dar.
Zugang ins Northumberland-Habitat bot im Jahr 2006 ein Wanderweg von etwa 1,5 Kilometern mit einem Höhenunterschied von etwa 200 Metern. Ein Wildhüter führt kleine Gruppen zu Fuß zur Chillingham-Rinderherde. An einigen Tagen sind sie sehr leicht auf einer der leicht zugänglichen Wiesen zu finden, während sie an anderen Tagen nahezu unmöglich zu finden sind, weil sie sich im Dickicht innerhalb dieses riesigen Gebietes verstecken.

## Geschichte des Chillingham-Rindes

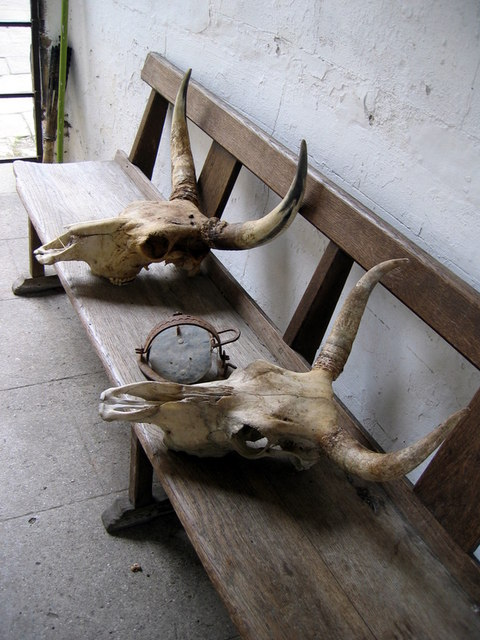
Schädel von Chillingham-Rindern

Gemäß der "Chillingham-Wildrind-Gesellschaft" (Chillingham Wild Cattle Association) sollen Chillingham-Rinder einiges mit dem Auerochsen (Bos primigenius) gemein haben, der ausgerotteten Stammart der meisten heutigen Hausrindrassen. Dies soll auf dem Aufbau des Schädels und der Position der Hörner relativ zum Schädel basieren. Die Gesellschaft behauptet ferner, dass die Chillinghams direkte Nachkommen jener altertümlichen Rinder sind, die die Britischen Inseln schon in der Steinzeit besiedelten. Nach Tankerville unterscheiden sich diese Merkmale deutlich von denjenigen der Rinderrassen, die von den Römern nach England gebracht wurden.
Es wird angenommen, dass die Chillingham-Herde schon mindestens sieben Jahrhunderte in dieser Gegend lebt. Vor dem 13. Jahrhundert kam diese Rasse in einem riesigen Bereich bewaldeten Landes vor, der von der Nordsee bis zur Clyde-Mündung reichte, so die Gräfin von Tankerville. Es gibt Unterlagen, die berichten, dass der König von England einmal während des 13. Jahrhunderts Chillingham Castle erlaubte, "mit Zinnen versehen" zu werden und eine Trockenmauer zu errichten, um die Herde einzusperren. So konnten die Tiere leichter eingekreist und erlegt werden, um an das Fleisch zu kommen. Im Mittelalter wurde die Vergrößerung der Nahrungsressourcen als wichtig genug erachtet, um eine solch teure Anlage zu errichten. Ferner schützte die Mauer die Herde vor Wilderern oder Viehdieben. Im Spätmittelalter kamen als zusätzlicher Grund für die Befestigung auch noch schottische Plünderer hinzu.
White-Park-Rinder und Chillingham-Rinder sollen gemeinsame Vorfahren aus der Zeit der römischen Besatzung oder früher haben, so die Chillingham-Wildrind-Gesellschaft. Beide Rassen weisen eine konstant weiße Fellfarbe auf. Die Chillingham-Herde hat sich seit 1250 n. Chr. phänotypisch verändert, u. a. hat sich die Schädelgröße, verglichen mit älteren Schädelfunden, verkleinert. Dies könnte durch die Inzucht bedingt sein.

## Genetische Daten
Durch die Fortschritte in der Bluttypologisierung und der Analyse der mitochondrialen DNA im späten 20. Jahrhundert wurde es möglich, die Blutwerte und genetische Information der Chillingham-Rinder eingehend zu untersuchen. Dr. J. G. Hall von der "Edinburgher Tierzuchtforschungsorganisation" (Edinburgh Animal Breeding Research Organisation) analysierte die DNA von Chillingham-Blutproben und fand heraus, dass sich die Chillingham-DNA von derjenigen aller anderen getestete Rinderrassen unterscheidet. Dieser große Unterschied macht es noch schwieriger, den Ursprung der Chillinghams zu bestimmen. Zusätzlich hat die Allel-Analyse ergeben, dass sich die Allelfrequenzen der Chillingham-Herdenmitglieder erstaunlich gleichen. Auch die Blutgruppen sind innerhalb der westeuropäischen Rinderrassen einzigartig.

## Sozialverhalten
Die stärksten Stiere werden zum Alpha-Stier, indem sie andere Stiere einschüchtern oder in einem Kommentkampf besiegen. So haben sie die Herrschaft innerhalb der Chillingham-Herde inne. Normalerweise regiert ein Alpha-Bulle zwei bis drei Jahre. Dann wird er von einem jüngeren stärkeren Bullen abgelöst. Wie bei anderen Säugerarten auch, paart sich nur der Alpha-Bulle mit den Kühen, was die Inzucht-Intensität noch verstärkt und vielleicht zu dieser bemerkenswerten DNA-Homogenität der Herde führte. Jedenfalls wird die Inzucht schließlich minimiert durch den natürlichen Zyklus der Alpha-Stiere. So deckt der Alpha-Stier niemals seine eigenen Töchter. Beim Chillingham-Rind sind die Kühe erst ab einem Alter von drei Jahren geschlechtsreif; in dieser Zeit wurde der Vater bereits von einem anderen Stier abgelöst.

## Jüngere Geschichte
1939 wurde die Chillingham-Wildrind-Gesellschaft gegründet, um diese besondere Rasse zu studieren und zu schützen. Die Tierzahl ging jedoch zurück und erreichte im Winter 1947 ihren Tiefstand, als nur noch 13 Tiere existierten. Mit dem Tod von Graf Tankerville 1971 wurde die Herde an die Gesellschaft vererbt. Als der Grund 1980 jedoch verkauft wurde, konnte die Herde nur durch die Intervention des Herzogs von Northumberland gerettet werden, der der Gesellschaft für 999 Jahre das Land verpachtete. 2006 gab es wieder 80 Tiere, inklusive einer kleinen Reserveherde von 20 Tieren auf Ländereien des Crown Estate in Schottland. Dort könnte in vorgeschichtlichen Zeiten ein Zentrum dieser Rasse gewesen sein, da diese über eine außergewöhnliche Kältetoleranz verfügt.